# NGC 2322
NGC 2322 (również PGC 20142 lub UGC 3662) – galaktyka spiralna z poprzeczką (SBa), znajdująca się w gwiazdozbiorze Rysia. Odkrył ją William Herschel 28 grudnia 1790 roku.